# NGC 6203
NGC 6203 ist eine 14,4 mag helle, linsenförmige Galaxie vom Hubble-Typ S0 im Sternbild Herkules.
Sie wurde am 6. Juni 1864 von Albert Marth entdeckt.